# Катарина фон Саксония-Лауенбург
Вижте пояснителната страница за други личности с името Катарина фон Саксония-Лауенбург.
Катарина фон Саксония-Лауенбург (на немски: Katharina von Sachsen-Lauenburg; * ок. 1400; † 22 септември 1450) от род Аскани, е принцеса от Саксония-Лауенбург и чрез женитби господарка на Верле-Гюстров и херцогиня на Мекленбург, регентка от 1422 до 1436 г.

## Живот
Дъщеря е на херцог Ерих IV (1354 – 1411) и на София фон Брауншвайг-Люнебург (1358 – 1416), дъщеря на херцог Магнус II от Брауншвайг-Люнебург от род Велфи и Катарина фон Анхалт-Бернбург.
Катарина се омъжва през 1414 г. за Йохан VII фон Верле († 1414). Той умира през 1414 г. Те нямат деца. Катарина се омъжва втори път през 1416 г. за херцог Йохан IV фон Мекленбург († 1422). Тя е втората му съпруга. Те имат двама сина. След смъртта на Йохан IV през 1422 г. Катарина е до 1436 г. регентка на синовете им.

## Деца
Катарина и херцог Йохан IV фон Мекленбург имат децата:
- Хайнрих IV „Дебелия“, херцог на Мекленбург (1417 – 1477), женен през май 1432 г. за принцеса Доротея фон Бранденбург († 1491)
- Йохан V (1418 – 1442), херцог на Мекленбург, женен на 17 септември 1436 г. за принцеса Анна фон Померания-Щетин († 1447)